# Johannes Haitsma Mulier
Mr. Johannes Haitsma Mulier (Rinsumageest, 8 juli 1811 – Bolsward, 30 september 1859) was een Nederlands bestuurder.

## Leven en werk
Mulier, lid van de familie Mulier, was een zoon van Pieter Mulier (1783-1866), belastingontvanger en lid van de Provinciale en Gedeputeerde Staten, en Margaretha Haitsma (1790-1819). Hij trouwde met Maria Louisa Ypeij (1816-1898), stiefdochter van Hans Willem de Blocq van Scheltinga, grietman van Schoterland. Uit dit huwelijk werd onder anderen de zoons Eco (1843-1920), Tjepke (1847-1921) en Willem Dirk (1852-1912) geboren.
Mulier studeerde rechten en promoveerde in 1837 aan de Leidse universiteit. Hij werd na zijn studie advocaat in Bolsward.
Hij werd benoemd tot adjudant-houtvester des Konings in Friesland 1843-1852, en was ontvanger van het Waterschap Wonseradeels Zuiderzeedijken 1858-1859, in de tijd dat zijn broer Tjepke Mulier burgemeester van Wonseradeel was. Haitsma Mulier werd in 1841 lid van de gemeenteraad en was wethouder 1846-1848 en vanaf 1848 tot aan zijn overlijden burgemeester van Bolsward.